# Liste des telenovelas de TV Globo
 (mars 2025).
Cet article présente la liste des telenovelas de TV Globo par année depuis 1965.

## Années 1960

### 1965
- Ilusões Perdidas
- Rosinha do Sobrado
- Marina
- Paixão de Outono
- A Moreninha
- O Ébrio
- Um Rosto de Mulher
- Padre Tião

### 1966
- Eu Compro Esta Mulher
- O Sheik de Agadir
- O Rei dos Ciganos

### 1967
- A Rainha Louca
- A Sombra de Rebecca
- Anastácia, a Mulher sem Destino
- Sangue a Areia
- O Homem Proibido

### 1968
- O Santo Mestiço
- A Grande Mentira
- A Gata de Vison
- Passo dos Ventos

### 1969
- A Última Valsa
- Rosa Rebelde
- A Ponte dos Suspiros
- A Cabana do Pai Tomás
- Verão Vermelho
- Véu de Noiva

## Années 1970

### 1970
- Pigmalião 70
- Irmãos Coragem
- Assim na Terra como no Céu
- A Próxima Atração

### 1971
- O Cafona
- Minha Doce Namorada
- O Homem Que Deve Morrer
- Meu Pedacinho de Chão
- Bandeira 2

### 1972
- O Primeiro Amor
- Selva de Pedra
- Bicho do Mato
- O Bofe
- Uma Rosa com Amor
- A Patota

### 1973
- Cavalo de Aço
- O Bem-Amado
- Carinhoso (pt)
- O Semideus
- Os Ossos do Barão

### 1974
- Supermanoela
- O Espigão
- Fogo sobre Terra
- Corrida do Ouro
- O Rebu

### 1975
- Escalada
- Cuca Legal
- Gabriela
- Helena
- O Noviço
- Bravo!
- Senhora
- Pecado Capital
- A Moreninha
- O Grito

### 1976
- Anjo Mau
- Vejo a Lua no Céu
- Saramandaia
- O Casarão
- O Feijão e o Sonho
- Estúpido Cupido
- Escrava Isaura
- Duas Vidas

### 1977
- À Sombra dos Laranjais
- Locomotivas
- Dona Xepa
- Espelho Mágico
- Nina
- Sem Lenço, Sem Documento
- Sinhazinha Flô
- O Astro

### 1978
- O Pulo do Gato
- Maria, Maria
- Te Contei?
- Dancin' Days
- Gina
- Sinal de Alerta
- Pecado Rasgado
- A Sucessora

### 1979
- Pai Herói
- Memórias de Amor
- Feijão Maravilha
- Cabocla
- Marron Glacê
- Os Gigantes
- Olhai os Lírios do Campo

## Années 1980

### 1980
- Marina
- Água Viva
- Chega Mais
- Coração Alado
- Plumas e Paetês
- As Três Marias

### 1981
- Baila Comigo
- O Amor É Nosso
- Ciranda de Pedra
- Brilhante
- Jogo da Vida
- Terras do Sem-Fim

### 1982
- Sétimo Sentido
- Elas por Elas
- O Homem Proibido
- Paraíso
- Sol de Verão
- Final Feliz

### 1983
- Pão Pão, Beijo Beijo
- Louco Amor
- Guerra dos Sexos
- Eu Prometo
- Voltei pra Você
- Champagne

### 1984
- Transas e Caretas
- Amor com Amor Se Paga
- Partido Alto
- Vereda Tropical
- Livre para Voar
- Corpo a Corpo

### 1985
- Um Sonho a Mais
- A Gata Comeu
- Roque Santeiro
- Ti Ti Ti
- De Quina pra Lua

### 1986
- Selva de Pedra
- Cambalacho
- Sinhá Moça
- Roda de Fogo
- Hipertensão

### 1987
- Direito de Amar
- O Outro
- Brega & Chique
- Expresso Brasil
- Bambolê
- Mandala
- Sassaricando

### 1988
- Fera Radical
- Vale Tudo
- Bebê a Bordo
- Vida Nova

### 1989
- O Salvador da Pátria
- Que Rei Sou Eu?
- Pacto de Sangue
- Tieta
- Top Model
- O Sexo dos Anjos

## Années 1990

### 1990
- Gente Fina
- Rainha da Sucata
- Mico Preto
- Barriga de Aluguel
- Araponga
- Meu Bem, Meu Mal
- Lua Cheia de Amor

### 1991
- O Dono do Mundo
- Salomé
- Vamp
- Felicidade

### 1992
- Pedra sobre Pedra
- Perigosas Peruas
- Despedida de Solteiro
- De Corpo e Alma
- Deus Nos Acuda

### 1993
- Mulheres de Areia
- Renascer
- O Mapa da Mina
- Olho no Olho
- Sonho Meu
- Fera Ferida

### 1994
- A Viagem
- Tropicaliente
- Pátria Minha
- Quatro por Quatro

### 1995
- Irmãos Coragem
- A Próxima Vítima
- Cara & Coroa
- História de Amor
- Explode Coração

### 1996
- Quem É Você?
- Vira Lata
- O Fim do Mundo
- O Rei do Gado
- Anjo de Mim
- Salsa e Merengue

### 1997
- A Indomada
- O Amor Está no Ar
- Zazá
- Anjo Mau
- Por Amor

### 1998
- Corpo Dourado
- Era Uma Vez
- Torre de Babel
- Meu Bem Querer
- Pecado Capital

### 1999
- Suave Veneno
- Andando nas Nuvens
- Força de um Desejo
- Terra Nostra
- Vila Madalena

## Années 2000

### 2000
- Esplendor
- Uga-Uga
- Laços de Família
- O Cravo e a Rosa

### 2001
- Um Anjo Caiu do Céu
- Porto dos Milagres
- Estrela-Guia
- A Padroeira
- As Filhas da Mãe
- O Clone

### 2002
- Desejos de Mulher
- Coração de Estudante
- Esperança
- O Beijo do Vampiro
- Sabor da Paixão

### 2003
- Mulheres Apaixonadas
- Agora É que São Elas
- Kubanacan
- Chocolate com Pimenta
- Celebridade

### 2004
- Da Cor do Pecado
- Cabocla
- Senhora do Destino
- Começar de Novo
- Como uma Onda

### 2005
- América
- A Lua Me Disse
- Alma Gêmea
- Bang Bang
- Belíssima

### 2006
- Sinhá Moça
- Cobras e Lagartos
- Páginas da Vida
- O Profeta
- Pé na Jaca

### 2007
- Paraíso Tropical
- Eterna Magia
- Sete Pecados
- Duas Caras
- Desejo Proibido

### 2008
- Beleza Pura
- Ciranda de Pedra
- A Favorita
- Três Irmãs
- Negócio da China

### 2009
| Production                              | Première diffusion | Dernière diffusion | Épisodes | Producteur(s)             | Réalisateur(s)                    |
| --------------------------------------- | ------------------ | ------------------ | -------- | ------------------------- | --------------------------------- |
| Caminho das Índias (India A Love Story) | 19 janvier 2009    | 11 septembre 2009  | 203 160  | Glória Perez              | Marcos Schechtman                 |
| Paraíso                                 | 16 mars 2009       | 2 octobre 2009     | 173      | Benedito Ruy Barbosa      | Rogério Gomes                     |
| Caras & Bocas                           | 13 avril 2009      | 8 janvier 2010     | 232      | Pendu de Walcyr           | Jorge Fernando                    |
| Viver a Vida (Sauvée par L'Amour)       | 14 septembre 2009  | 14 mai 2010        | 209 100  | Manoel Carlos             | Jayme Monjardim Fabrício Mamberti |
| Cama de Gato (Rédemption)               | 5 octobre 2009     | 10 avril 2010      | 161 105  | Duca Rachid Thelma Guedes | Riccardo Waddington Amora Mauther |

## Années 2010
| Production                                    | Première diffusion | Dernière diffusion | Épisodes | Producteur(s)                                      | Réalisateur(s)                                                      |
| 2010                                          | 2010               | 2010               | 2010     | 2010                                               | 2010                                                                |
| --------------------------------------------- | ------------------ | ------------------ | -------- | -------------------------------------------------- | ------------------------------------------------------------------- |
| Tempos Modernos                               | 11 janvier 2010    | 16 juillet 2010    | 161      | Bosco Brasil                                       | José Luiz Villamarim                                                |
| Escrito nas Estrelas                          | 11 avril 2010      | 24 septembre 2010  | 143      | Elizabeth Jhin                                     | Ricardo Waddington Amora Mautner                                    |
| Passione                                      | 17 mai 2010        | 14 janvier 2011    | 209      | Silvio de Abreu                                    | Denise Saraceni                                                     |
| Ti Ti Ti                                      | 19 juillet 2010    | 18 mars 2011       | 209      | Maria Adelaide Amaral                              | Jorge Fernando                                                      |
| Araguaia (Araguaya, la rivière du destin)     | 27 septembre 2010  | 8 avril 2011       | 166 105  | Walther Negrão                                     | Marcos Schechtman Marcelo Travesso                                  |
| 2011                                          |                    |                    |          |                                                    |                                                                     |
| Insensato Coração (Passions mortelles)        | 17 janvier 2011    | 19 août 2011       | 185 150  | Gilberto Braga Ricardo Linhares                    | Dennis Carvalho                                                     |
| Morde & Assopra                               | 21 mars 2011       | 14 octobre 2011    | 179      | Walcyr Carrasco                                    | Pedro Vasconcelos                                                   |
| Cordel Encantado                              | 11 avril 2011      | 23 septembre 2011  | 143      | Duca Rachid Thelma Guedes                          | Amora Mautner                                                       |
| O Astro                                       | 12 juillet 2011    | 28 octobre 2011    | 64       | Alcides Nogueira Geraldo Carneiro                  | Mauro Mendonça Filho                                                |
| Fina Estampa                                  | 22 août 2011       | 23 mars 2012       | 185      | Aguinaldo Silva                                    | Wolf Maya                                                           |
| A Vida da Gente (Une vie volée)               | 26 septembre 2011  | 2 mars 2012        | 137 70   | Lícia Manzo                                        | Jayme Monjardim Fabricio Mamberti                                   |
| Aquele Beijo                                  | 17 octobre 2011    | 13 avril 2012      | 155      | Miguel Falabella                                   | Cininha de Paula Roberto Talma                                      |
| 2012                                          |                    |                    |          |                                                    |                                                                     |
| Amor Eterno Amor                              | 5 mars 2012        | 8 septembre 2012   | 161      | Elizabeth Jhin                                     | Rogério Gomes                                                       |
| Avenida Brasil                                | 26 mars 2012       | 19 octobre 2012    | 179 160  | João Emanuel Carneiro                              | Ricardo Waddington                                                  |
| Cheias de Charme                              | 16 avril 2012      | 28 septembre 2012  | 143      | Filipe Miguez Izabel de Oliveira                   | Denise Saraceni                                                     |
| Gabriela                                      | 18 juin 2012       | 26 octobre 2012    | 77       | Walcyr Carrasco                                    | Mauro Mendonça Filho Roberto Talma                                  |
| Lado a Lado (Les couleurs de la liberté)      | 10 septembre 2012  | 8 mars 2013        | 155 105  | João Ximenes Braga Claudia Lage                    | Dennis Carvalho Vinícius Coimbra                                    |
| Guerra dos Sexos                              | 1er octobre 2012   | 26 avril 2013      | 179      | Sílvio de Abreu                                    | Jorge Fernando                                                      |
| Salve Jorge (Captive)                         | 22 octobre 2012    | 17 mai 2013        | 179 140  | Glória Perez                                       | Marcos Schechtman Fred Mayrink                                      |
| 2013                                          |                    |                    |          |                                                    |                                                                     |
| Flor do Caribe (Fleur Caraïbes)               | 11 mars 2013       | 13 septembre 2013  | 159 120  | Walther Negrão                                     | Jayme Monjardim Leonardo Nogueira                                   |
| Sangue Bom                                    | 29 avril 2013      | 1er novembre 2013  | 160      | Maria Adelaide Amaral Vincent Villari              | Dennis Carvalho                                                     |
| Amor à Vida (L'Ombre du mensonge)             | 20 mai 2013        | 31 janvier 2014    | 221 160  | Walcyr Carrasco                                    | Mauro Mendonça Filho Wolf Maya                                      |
| Saramandaia                                   | 24 juin 2013       | 27 septembre 2013  | 56       | Dias Gomes                                         | Denise Saraceni Tissu Mamberti                                      |
| Joia Rara (Precious Pearl)                    | 16 septembre 2013  | 4 avril 2014       | 173 110  | Duca Rachid Thelma Guedes                          | Amora Mautner                                                       |
| Além do Horizonte                             | 4 novembre 2013    | 2 mai 2014         | 155      | Carlos Gregório Marcos Bernstein                   | Gustavo Fernandez Ricardo Waddington                                |
| 2014                                          |                    |                    |          |                                                    |                                                                     |
| Em Família (Passions secrètes)                | 3 février 2014     | 18 juillet 2014    | 143 75   | Manoel Carlos                                      | Jayme Monjardim Leonardo Nogueira                                   |
| Meu Pedacinho de Chão                         | 7 avril 2014       | 1er août 2014      | 96       | Benedito Ruy Barbosa                               | Luiz Fernando Carvalho                                              |
| Geração Brasil                                | 5 mai 2014         | 31 octobre 2014    | 147      | Filipe Miguez Izabel de Oliveira                   | Denise Saraceni Maria de Médicis Natália Grimbe                     |
| O Rebu                                        | 14 juillet 2014    | 12 septembre 2014  | 36       | George Moura, Sérgio Goldenberg                    | José Luiz Villamarim                                                |
| Império                                       | 21 juillet 2014    | 13 mars 2015       | 203      | Aguinaldo Silva                                    | Rogério Gomes                                                       |
| Boogie Oogie                                  | 4 août 2014        | 6 mars 2015        | 185      | Rui Vilhena                                        | Ricardo Waddington                                                  |
| Alto Astral                                   | 3 novembre 2014    | 8 mai 2015         | 161      | Daniel Ortiz                                       | Jorge Fernando                                                      |
| 2015                                          |                    |                    |          |                                                    |                                                                     |
| Sete Vidas                                    | 9 mars 2015        | 10 juillet 2015    | 106      | Lícia Manzo                                        | Jayme Monjardim                                                     |
| Babilônia                                     | 16 mars 2015       | 28 août 2015       | 143      | Gilberto Braga Ricardo Linhares João Ximenes Braga | Jayme Monjardim                                                     |
| I Love Paraisópolis                           | 11 mai 2015        | 6 novembre 2015    | 154      | Alcides Nogueira Mário Teixeira                    | Wolf Maya                                                           |
| Verdades Secretas                             | 8 juin 2015        | 25 septembre 2015  | 64 50    | Walcyr Carrasco                                    | Mauro Mendonça Filho                                                |
| Além do Tempo                                 | 13 juillet 2015    | 15 janvier 2016    | 161      | Elizabeth Jihn                                     | Rogério Gomes                                                       |
| A Regra do Jogo                               | 31 août 2015       | 11 mars 2016       | 167      | João Emanuel Carneiro                              | Amora Mautner                                                       |
| Mister Brau                                   | 22 septembre 2015  | 12 juin 2018       | 54       | Jorge Furtado                                      | Mauricio Farias                                                     |
| Totalmente Demais (Totalement Diva)           | 9 novembre 2015    | 30 mai 2016        | 175 130  | Rosane Svartman Paulo Halm                         | Luiz Henrique Rios                                                  |
| 2016                                          |                    |                    |          |                                                    |                                                                     |
| Êta Mundo Bom!                                | 18 janvier 2016    | 26 août 2016       | 190      | Walcyr Carrasco                                    | Jorge Fernando                                                      |
| Velho Chico                                   | 14 mars 2016       | 30 septembre 2016  | 173      | Benedito Ruy Barbosa Edmara Barbosa                | Carlos Araújo Gustavo Fernandez Antônio Karnewale Philipe Barcinski |
| Liberdade, Liberdade (Lady Révolution)        | 11 avril 2016      | 4 août 2016        | 67 45    | Mário Teixeira                                     | Vinícius Coimbra                                                    |
| Haja Coração (Cœurs Brûlants)                 | 31 mai 2016        | 8 novembre 2016    | 138 100  | Daniel Ortiz                                       | Teresa Lampreia Fred Mayrink                                        |
| Sol Nascente (Soleil Levant)                  | 29 août 2016       | 21 mars 2017       | 175 120  | Walther Negrão Suzana Pires Júlio Fischer          | Marcelo Travesso Leonardo Nogueira                                  |
| A Lei do Amor (Les ombres du passé)           | 3 octobre 2016     | 31 mars 2017       | 155 145  | Maria Adelaide Amaral Vincent Villari              | Natália Grimberg                                                    |
| Rock Story                                    | 9 novembre 2016    | 5 juin 2017        | 179      | Maria Helena Nascimento                            | Dennis Carvalho Maria de Médicis                                    |
| 2017                                          |                    |                    |          |                                                    |                                                                     |
| Novo Mundo                                    | 22 mars 2017       | 25 septembre 2017  | 160      | Thereza Falcão Alessandro Marson                   | Vinícius Coimbra                                                    |
| A Força do Querer (Le prix du désir)          | 3 avril 2017       | 20 octobre 2017    | 172 160  | Glória Perez                                       | Rogério Gomes Pedro Vasconcelos                                     |
| Os Dias Eram Assim (Les liens du destin)      | 17 avril 2017      | 3 avril 2017       | 88 50    | Ângela Chaves Alessandra Poggi                     | Carlos Araújo Gustavo Fernandez                                     |
| Pega Pega                                     | 6 juin 2017        | 8 janvier 2018     | 184      | Claudia Souto                                      | Luiz Henrique Rios                                                  |
| Tempo de Amar (Le temps d'aimer)              | 26 septembre 2017  | 19 mars 2018       | 148 90   | Alcides Nogueira                                   | Jayme Monjardim Adriano Melo                                        |
| O Outro Lado do Paraíso (L'Envers du paradis) | 23 octobre 2017    | 11 mai 2018        | 172 120  | Walcyr Carrasco                                    | André Felipe Binder Mauro Mendonça Filho                            |
| 2018                                          |                    |                    |          |                                                    |                                                                     |
| Deus Salve o Rei                              | 9 janvier 2018     | 30 juillet 2018    | 174      | Daniel Adjafre                                     | Fabrício Mamberti                                                   |
| Orgulho e Paixão                              | 20 mars 2018       | 20 septembre 2018  | 162      | Marcos Bernstein                                   | Fred Mayrink                                                        |
| Onde Nascem os Fortes                         | 23 avril 2018      | 16 juillet 2018    | 53       | George Moura Sergio Goldenberg                     | Luisa Lima Walter Carvalho Isabella Teixeira                        |
| Segundo Sol (Seconde Chance)                  | 14 mai 2018        | 9 novembre 2018    | 155 135  | João Emanuel Carneiro                              | Dennis Carvalho Maria de Médicis                                    |
| O Tempo não Para                              | 31 juillet 2018    | 28 janvier 2019    | 156      | Mario Teixeira                                     | Leonardo Nogueira                                                   |
| Espelho da Vida                               | 25 septembre 2018  | 1er avril 2019     | 160      | Elizabeth Jhin                                     | Pedro Vasconcelos                                                   |
| O Sétimo Guardião                             | 12 novembre 2018   | 19 mai 2019        | 161      | Aguinaldo Silva                                    | Allan Fiterman                                                      |
| 2019                                          |                    |                    |          |                                                    |                                                                     |
| Verão 90                                      | 29 janvier 2019    | 26 juillet 2019    | 154      | Izabel de Oliveira Paula Amaral                    | Jorge Fernando Marcelo Zambelli                                     |
| Órfãos da Terra (Les enfants de nulle part)   | 2 avril 2019       | 27 septembre 2019  | 154 90   | Duca Rachid Thelma Guedes                          | Aimar Labaki Carolina Ziskind Cristina Biscaia Dora Castellar       |
| A Dona do Pedaço (Sweet Diva)                 | 20 mai 2019        | 22 novembre 2019   | 161 135  | Walcyr Carrasco                                    | Luciano Sabino                                                      |
| Bom Sucesso (La vie à tout prix)              | 29 juillet 2019    | 24 janvier 2020    | 155 120  | Rosane Svartman Paulo Halm                         | Luiz Henrique Rios                                                  |
| Éramos Seis                                   | 30 septembre 2019  | 27 mars 2020       | 154      | Ângela Chaves                                      | Pedro Peregrino                                                     |
| Amor de Mãe (L'Amour d'une mère)              | 25 novembre 2019   | 9 avril 2021       | 125 115  | Manuela Dias                                       | José Luiz Villamarim                                                |

## Années 2020
| Production                               | Première diffusion | Dernière diffusion | Épisodes | Producteur(s)                              | Réalisateur(s)                      |
| 2020                                     | 2020               | 2020               | 2020     | 2020                                       | 2020                                |
| ---------------------------------------- | ------------------ | ------------------ | -------- | ------------------------------------------ | ----------------------------------- |
| Salve-se Quem Puder (Identités secrètes) | 27 janvier 2020    | 16 juillet 2021    | 107 75   | Daniel Ortiz                               | Marcelo Travesso Fred Mayrink       |
| 2021                                     |                    |                    |          |                                            |                                     |
| Nos Tempos do Imperador                  | 9 août 2021        | 4 février 2022     | 154      | Thereza Falcão                             | João Paulo Jabur                    |
| Um Lugar ao Sol (Frères de sang)         | 8 novembre 2021    | 25 mars 2022       | 119 70   | Lícia Manzo                                | Maurício Farias André Câmara        |
| Quanto Mais Vida, Melhor!                | 22 novembre 2021   | 27 mai 2022        | 161      | Mauro Wilson                               | Pedro Brenelli Allan Fiterman       |
| 2022                                     |                    |                    |          |                                            |                                     |
| Além da Ilusão (Amours et Illusions)     | 7 février 2022     | 19 août 2022       | 167 60   | Alessandra Poggi                           | Luís Felipe Sá Luiz Henrique Rios   |
| Pantanal (Un amour sauvage)              | 28 mars 2022       | 7 octobre 2022     | 167 120  | Bruno Luperi                               | Rogério Gomes Gustavo Fernandez     |
| Cara e Coragem                           | 30 mai 2022        | 13 janvier 2023    | 197      | Claudia Souto                              | Natália Grimberg                    |
| Mar do Sertão                            | 22 août 2022       | 17 mars 2023       | 178      | Mário Teixeira                             | Allan Fiterman                      |
| Verdades Secretas II                     | 4 octobre 2022     | 18 novembre 2022   | 27       | Walcyr Carrasco                            | Amora Mautner                       |
| Travessia (Le chemin de la vérité)       | 10 octobre 2022    | 5 mai 2023         | 179 80   | Glória Perez                               | André Barros Mauro Mendonça Filho   |
| Todas as Flores (Les arômes du cœur)     | 19 octobre 2022    | 1er juin 2023      | 85 87    | João Emanuel Carneiro                      | Carlos Araújo                       |
| 2023                                     |                    |                    |          |                                            |                                     |
| Vai na Fé (Une note d'espoir)            | 16 janvier 2023    | 11 août 2023       | 179 90   | Rosane Svartman                            | Paulo Silvestrini Cristiano Marques |
| Amor Perfeito (Amour parfait)            | 20 mars 2023       | 22 septembre 2023  | 161 60   | Duca Rachid Júlio Fischer Elisio Lopes Jr. | André Câmara                        |
| Terra e Paixão (Les larmes de la terre)  | 8 mai 2023         | 19 janvier 2024    | 221 120  | Walcyr Carrasco                            | Luiz Henrique Rios                  |
| Fuzuê                                    | 14 août 2023       | 1er mars 2024      | 173      | Gustavo Reiz                               | Fabrício Mamberti                   |
| Elas por Elas                            | 25 septembre 2023  | 12 avril 2024      | 171      | Thereza Falcão Alessandro Marson           | Amora Mautner                       |
| 2024                                     |                    |                    |          |                                            |                                     |
| Renascer                                 | 22 janvier 2024    | 6 septembre 2024   | 197      | Bruno Luperi                               | Gustavo Fernandez                   |
| Família é Tudo                           | 4 mars 2024        | 27 septembre 2024  | 177      | Daniel Ortiz                               | Fred Mayrink                        |
| No Rancho Fundo                          | 15 avril 2024      | 1er novembre 2024  | 171      | Mario Teixeira                             | Allan Fiterman                      |
| Mania de Você (Passions troubles)        | 9 septembre 2024   | 28 mars 2025       | 173 100  | João Emanuel Carneiro                      | Carlos Araújo                       |
| Volta por Cima                           | 30 septembre 2024  | 26 avril 2025      | 180      | Claudia Souto                              | André Câmara                        |
| Garota do Momento                        | 4 novembre 2024    | 27 juin 2025       | 202      | Alessandra Poggi                           | Jeferson De Natália Grimberg        |
| 2025                                     |                    |                    |          |                                            |                                     |
| Vale Tudo                                | 31 mars 2025       |                    |          | Manuela Dias                               | Paulo Silvestrini                   |
| Dona de Mim                              | 28 avril 2025      |                    |          | Rosane Svartman                            | Allan Fiterman                      |
| Êta Mundo Melhor!                        | 30 juin 2025       |                    |          | Walcyr Carrasco Mauro Wilson               | Amora Mautner                       |

## Globoplay
| Production                                               | Première diffusion | Dernière diffusion | Épisodes       | Producteur(s)                                             | Réalisateur(s)                                                             |
| -------------------------------------------------------- | ------------------ | ------------------ | -------------- | --------------------------------------------------------- | -------------------------------------------------------------------------- |
| Dupla Identidade (Au-delà de tout soupçon)               | 19 septembre 2014  | 19 décembre 2014   | 13             | Glória Perez                                              | Mauro Mendonça Filho René Sampaio                                          |
| Carcereiros (Jailers)                                    | 8 juin 2017        | 22 janvier 2021    | 33 (3 saisons) | Marçal Aquino Fernando Bonassi Dennison Ramalho           | José Eduardo Belmonte Pedro Bial Fernando Grostein Andrade                 |
| Assédio (Harassment)                                     | 21 septembre 2018  | 21 septembre 2018  | 10             | Maria Camargo                                             | Amora Mautner                                                              |
| Ilha de Ferro (Amour noir)                               | 14 novembre 2018   | 25 octobre 2019    | 22 (2 saisons) | Adriana Lunardi Max Mallmann                              | Afonso Poyart                                                              |
| Aruanas                                                  | 2 juillet 2019     | 25 novembre 2021   | 20 (2 saisons) | Estela Renner Marcos Nisti                                | Estela Renner                                                              |
| Segunda Chamada (À l'école de la vie)                    | 8 octobre 2019     | 10 septembre 2021  | 17 (2 saisons) | Carla Faour Julia Spadaccini Jô Bilac                     | Joana Jabace Pedro Amorim Henrique Sauer                                   |
| Sob Pressão (Sous pression)                              | 25 juillet 2017    | 7 juillet 2022     | 59 (5 saisons) | Luiz Noronha Cláudio Torres Renato Fagundes Jorge Furtado | Andrucha Waddington Mini Kerti Rebeca Diniz Pedro Waddington Júlio Andrade |
| Todas as Mulheres do Mundo (Toutes les femmes de ma vie) | 23 avril 2020      | 23 avril 2020      | 12             | Jorge Furtado                                             | Patricia Pedrosa Renata Porto Ricardo Spencer                              |
| Filhas de Eva (Les filles d'Ève)                         | 8 mars 2021        | 8 mars 2021        | 12             | Isabel Telles Ribeiro                                     | Leonardo Nogueira Felipe Louzada Nathalia Ribas                            |
| Rensga Hits! (Au rythme de mes rêves)                    | 3 août 2022        |                    | 8              | Carolina Alckmin Denis Nielsen                            | Leandro Neri Carol Durão                                                   |
| Guerreiros do Sol                                        | 11 juin 2025       |                    |                | George Moura Sergio Goldenberg                            | Rogério Gomes                                                              |

### Sources
- (es) Cet article est partiellement ou en totalité issu de l’article de Wikipédia en espagnol intitulé « Anexo:Telenovelas de Rede Globo » (voir la liste des auteurs).